# Хандо (Грузия)
Хандо (груз. ხანდო, арм. Խանդո) — село в регионе Самцхе-Джавахети Грузии. Входит в состав Ахалкалакского муниципалитета. Село расположено на правом берегу реки Паравани, вверху ущелья Хандо-хан, в 10 километрах от Ахалкалаки. Население составляют армяне.

### История
Село основано в 1830 году из поселения в 26 семей, около 250 человек приехало в село из Западной Армении (Эрзрум (село Хачкаванк), Карс, Басен). По данным сельского совета в 1987 году население села составило 2524 человека.
Село расположено на высоте 1660—1670 м над уровнем моря.
На юго-востоке от села находится гора Диди-Абули.